# Кубок России по киберспорту
Кубок России по киберспорту — международные спортивные соревнования по компьютерному спорту, которые ежегодно проводятся с 2016 года Федерацией компьютерного спорта России.
С 2018 года соревнования включены в Единый календарный план межрегиональных, всероссийских и международных физкультурных мероприятий и спортивных мероприятий Минспорта Российской Федерации.

## Кубок России по киберспорту 2016
Соревнования проходили по таким дисциплинам, как Dota 2, Counter-Strike: Global Offensive и Hearthstone.
20—22 января 2017 года в Москве состоялся гранд-финал первого в истории страны Кубка России по киберспорту, организованного ФКС России. Финал проходил в московском клубе YOTASPACE (Yota Arena) при поддержке мобильного оператора Yota.
В отборочных соревнованиях по всей стране приняли участие в общей сложности 5 687 человек.
Для гостей финала проводились розыгрыши ценных призов и виртуальные сражения при участии студии комментирования и аналитики RuHub. Матчи комментировали известные представители киберспортивной индустрии, такие как Ярослав «NS» Кузнецов, Алексей «yXo» Малецкий, Дмитрий «Lost» Куприянов, Виктор «GodHunt» Волков и другие.
Призовой фонд Кубка (включая призы для победителей региональных отборочных) составил 5 610 000 рублей. Призовой фонд гранд-финала составил 3 850 000 рублей.

### Результаты
| Дисциплина  | 1 место                                       | 2 место                                     | 3 место                                   | [ 5 ] |
| ----------- | --------------------------------------------- | ------------------------------------------- | ----------------------------------------- | ----- |
| Dota 2      | FlipSid3 1 000 000 рублей                     | Tt.Cascade1xBet 500 000 рублей              | sqreen’s squad 250 000 рублей             | [ 5 ] |
| CS:GO       | Baghlan 1 000 000 рублей                      | GCG 500 000 рублей                          | 5 Frags.Ekb 250 000 рублей                | [ 5 ] |
| Hearthstone | Никита «Osonodel» Долгушевский 200 000 рублей | Виталий «CreepyRain» Сорокин 100 000 рублей | Евгений «Hermit» Серебряков 50 000 рублей | [ 5 ] |

## Кубок России по киберспорту 2017
Соревнования проходили по таким дисциплинам, как Dota 2, League of Legends, FIFA 17 и Hearthstone.
26—28 мая 2017 года в киберспортивном комплексе Yota Arena в Москве состоялся гранд-финал Кубка России по киберспорту, организованного Федерацией компьютерного спорта России. Партнёрами Кубка выступили компания Riot Games и федеральный мобильный оператор Yota.
В матчах соревновались как любительские и полупрофессиональные команды и игроки, так и представители известных киберспортивных организаций — команды Virtus.pro, Team Spirit, Elements Pro Gaming. Официальные представители профессиональных клубов РФПЛ — «Локомотив», «Уфа», «Оренбург» определяли лучшего в футбольном симуляторе FIFA 17.
Матчи гранд-финала комментировали представители студии RuHub и известные независимые стримеры, а в роли специального комментатора матчей по FIFA 17 выступил Виктор Гусев — профессиональный комментатор «большого» футбола на Первом канале. Он же награждал победителя по этому виду программы. Для гостей гранд-финала проводились автограф-сессии игроков и комментаторов, специальные конкурсы и розыгрыши с ценными призами.
Общий призовой фонд соревнований составлял 7 000 000 рублей: 3 200 000 рублей разыгрывались по Dota 2, 2 500 000 по League of Legends и по 650 000 в FIFA 17 и Hearthstone.
Совокупно во всех этапах Кубка приняли участие более 6 000 игроков со всей России.
Итоговое распределение мест Dota 2:
1. Virtus.pro G2A (Lil, 9pasha, RAMZES666, No[o]ne, Solo) — 1 410 000 рублей;
2. Team Empire (Chappie, fn, Ghostik, Miposhka, RodJeR) — 710 000 рублей;
3. Team Spirit (DkPhobos, Fng, VANSKOR, Iceberg, 633) — 510 000 рублей;
4. Elements Pro Gaming (Mitch, g0g1, LeBronDota, Pingvincek, Swiftending) — 260 000 рублей.

Итоговое распределение мест по League of Legends:
1. Elements Pro Gaming (Lake of Sorrow, GMB Fomko, Hi im Ratxi, AHaHaCiK, Nomanz) — 1 100 000 рублей;
2. Gambit Academy (JustMSI Coldie, Анёчек, MIDKING Arnaxas, OptimasLinijas, Rusalka Gaming) — 600 000 рублей;
3. Zoff Gaming (Inspector Gadget, sleeplng, Lekcycc aka boss, Hot Girl HD, ZG tsarcanya) — 400 000 рублей;
4. Crow Crowd (ex allmighty) (Фран, Shiganari V2, TremperHard, 9 КРАСНОЯРСК, KоЯn) — 150 000 рублей.

Итоговое распределение мест Hearthstone:
1. valtim — 300 000 рублей;
2. zOrg — 150 000 рублей;
3. Rostovmax — 100 000 рублей;
4. Icsm — 50 000 рублей.

Итоговое распределение мест FIFA 17:
1. Кирилл «Aruhito» Ординарцев («Оренбург») — 300 000 рублей;
2. Антон «klenoff» Кленов («Локомотив») — 150 000 рублей;
3. Роберт «Ufenok77» Фахретдинов («Уфа») — 100 000 рублей;
4. Максим «Tiko91» Плахов (ROX) — 50 000 рублей.

## Кубок России по киберспорту 2018
Гранд-финал Кубка России по киберспорту 2018 проходил в Тюмени 15 и 16 декабря 2018 года. Квалификационные соревнования проходили в течение нескольких месяцев, а его кульминацией стал LAN-финал. В число финалистов 2018 года вошли представители России, Сербии, Китая, Хорватии, Республики Беларусь, Казахстана и Украины.
Общий призовой фонд составил 3 500 000 рублей.
В 2018 году приняли участие более 27 000 человек со всей России и из-за рубежа.
Соревнования проходили по следующим дисциплинам:
- Dota 2;
- StarCraft 2;
- Hearthstone;
- Clash Royale.

Итоговое распределение мест Dota 2:
1. Elements Pro Gaming (LebronDota, SwiftEnding, Mitch, BoraNija, dnz) — 1 000 000 рублей;
2. Whites (Ceyler, Blackarxangel, Massacre, Nefrit, Storoh) — 500 000 рублей;
3. Underdogs (Sedoy, Shachlo, velheor, xannii, Yume) — 300 000 рублей;
4. MEGA-LADA E-Sports (estmle, ufir, badasf, Imba#4, 1ls) — 200 000 рублей.

Итоговое распределение мест Clash Royale:
1. Андрей «predator» Шкелёнок — 250 000 рублей;
2. Лев «Lev4ek» Белоус — 150 000 рублей;
3. Виталий «mistercrad» Великевич — 70 000 рублей;
4. Виталий «Tyky14» Сайчук — 30 000 рублей.

Итоговое распределение мест StarCraft 2:
1. Артём «Rail» Авраменко — 250 000 рублей;
2. Хуанг «Cyan» Мин — 150 000 рублей;
3. Алексей «Arctur» Рожнов — 70 000 рублей;
4. Павел «Revolver» Белов — 30 000 рублей.

Итоговое распределение мест Hearthstone:
1. Александр «SkyFrosty» Грушко — 250 000 рублей;
2. Константин «ChiakiNanami» Никонов — 150 000 рублей;
3. Илья «JokerMan» Криушенков — 70 000 рублей;
4. Никита «Metalic» Малышев — 30 000 рублей;

## Кубок России по киберспорту 2019
Официальный Кубок России, организованный Федерацией компьютерного спорта России.
Кубок России по киберспорту 2019 состоял из трёх основных этапов:
- отборочный этап с сентября по октябрь 2019;
- основного этап в ноябре 2019;
- финальный этап в декабре 2019.

Гранд-финал Кубка России по киберспорту 2019 проходил в Казани 14—15 декабря 2019 года на территории Поволжской государственной академии физической культуры, спорта и туризма (Деревня Универсиады).
Общий призовой фонд турнира составил 3 500 000 рублей.
В 2019 году в турнире приняло участие более 25 000 человек.
Соревнования проходили по следующим дисциплинам:
- Dota 2 (боевая арена);
- Clash Royale (стратегия в реальном времени)
- Counter-Strike: Global Offensive (шутер) — специальное соревнование;
- Drone Champions League (технический симулятор) — специальное соревнование.

Итоговое распределение мест Dota 2
По итогам сыгранных матчей определились обладатели Кубка России по киберспорту. В виде программы Dota 2 победителем стала команда Gentlemen, которая в финале обыграла команду TPB «Технопарк Пушкино» со счетом 2:0. Бронзовым призёром стала команда Husky, которая в матче за 3 место оказалась сильнее Vault со счётом 2:0.
1. Gentlemen (Pio65, Chu, 19teen, 633, VANSKOR) — 800 000 рублей;
2. TPB «Технопарк Пушкино» (kodos-, illusion, Kaht, Xakoh, Mariachi) — 400 000 рублей;
3. Husky (Meteora, bastark, SpeedMan, Yel, Cloud) — 200 000 рублей;
4. Vault (esko, ufir, fozzy^^, Timmaw, xevious) — 100 000 рублей.

Итоговое распределение мест Clash Royale
В виде программы победителем стал Nightmare, который в финале в упорной борьбе переиграл Пашу со счётом 4:3. Третье место занял Шерхан.
1. Nightmare — 250 000 рублей;
2. Паша — 150 000 рублей;
3. Шерхан — 70 000 рублей.

Итоговое распределение мест Counter-Strike: Global Offensive
Победителем специальных соревнований по CS:GO стала Team Unique, которая обыграла Espada со счётом 2:0. Бронзовым призёром стала eL’quvet, которая переиграла BLINKD (2:0).
1. Team Unique (Polt, R0b3n, fenvicious, zorte, PASHANOJ) — 800 000 рублей;
2. Espada (RAiLWAY, h1glaiN, Dima, FinigaN, degster) — 400 000 рублей;
3. eL’quvet (Heyz1ng, hiji, glowiing, spat1ch, sp1nt) — 200 000 рублей;
4. BLINKD (OverDrive, TheSp1ke, MadLife, Raider, Sotfic) — 100 000 рублей.

Итоговое распределение мест Drone Champions League
В рамках турнира также прошли специальные соревнования по дрон-рейсингу.
1. Александр «the23» Холодных — 100 тысяч рублей;
2. Кирилл «NiFkaa» Федукович — 75 тысяч рублей;
3. Александр «Tarantino» Бобаков — 50 тысяч рублей[16].